# Teoctist I (mitropolit al Moldovei)
Sfăntul Ierarh Teoctist I (n. cca. 1410 – d. 18 noiembrie 1477) a fost mitropolit al Mitropoliei Moldovei între 1455–1477. Mitropolia respectivă își avea pe atunci sediul la Suceava, care era totodată capitala Țării Moldovei. Teoctist a fost de etnie bulgară, fiind hirotonit arhiereu în anul 1451 de către patriarhul Nicodim al II-lea de Peć. Mitropolitul Teoctist a fost cel care l-a învestit ca domn pe Ștefan cel Mare în anul 1457, pe câmpul numit Direptate.

## Cariera ecleziastică
Teoctist a fost unul din adversarii reconcilierii cu Biserica Catolică în contextul conciliului de la Ferrara-Florența din anii 1438-1439. Mitropolitul Damian al Moldovei, participant la conciliu, a semnat actul de uniune cu Roma. Urmașul său în scaunul de arhiepiscop al Sucevei și mitropolit al Moldovei, Ioachim, a fost alungat din Moldova de gruparea din jurul lui Teoctist, care i-a luat locul. Schimbarea de direcție s-a produs în anul 1455, după căderea Constantinopolului și în timpul domniei lui Alexăndrel. Dimitrie Cantemir relatează (confundându-l pe Alexăndrel cu Alexandru cel Bun) în „Descrierea Moldovei”:
„Dar când mitropolitul moldovean a trecut, la acest sinod [...] de partea papistașilor , atunci urmașul său, cu numele Theoctist — diacon al lui Marcu din Efes, bulgar de neam, ca să stârpească aluatul papistașilor din biserica moldovenească și să taie celor tineri prilejul de a citi vicleșugurile papistașilor — l-a sfătuit pe Alexandru cel Bun să izgonească din țară nu numai pe oamenii de altă lege, ci și literele latinești și să pună în locul lor pe cele slavonești.”
Mitropolitul Teoctist I apare în sursele istorice și ca fiind cel care l-a binecuvântat și l-a uns ca Domn pe Ștefan cel Mare în anul 1457, pe câmpul numit Direptate. I-a fost sfetnic credincios voievodului, atât pentru treburile lumești cât și în cele duhovnicești. S-a implicat și în construirea Mănăstirii Putna, măreața ctitorie a lui Ștefan, ulterior necropolă domnească, dar și loc de veci pentru mitropolitul însuși. La târnosirea sfântului lăcaș, ce a avut loc la 3 septembrie 1469, „era de față întreg clerul moldovenesc, în frunte cu Mitropolitul Teoctist al Moldovei, cu Episcopul Tarasie al Romanului și cu primul egumen al Putnei, Arhimandritul Ioasaf”.

## Locul de veci
Lespedea sa funerară, aflată la Mănăstirea Putna, are următoarea inscripție: „Binecinstitorul Domn al Țării Moldovei, Io Ștefan Voievod, fiul lui Bogdan Voievod, a împodobit mormântul acesta părintelui nostru Mitropolitul Sucevei Preasfințitul Kir Teoctist care a și murit în anul 6986, luna noiembrie 18”.

## În literatură
Axinte Uricariul a adnotat în Letopisețul Țării Moldovei că „află-se scris la un létopiseț sârbescu de Azarie călugărul precum în zilele acestui domnu, Alixandru Vodă, s-au hirotonit preaosfințitul [sic] mitropolitul chir Theoctist de Nicodim din Țara Sîrbască”.
Mitropolitul Teoctist este unul din personajele romanului Frații Jderi de Mihail Sadoveanu, roman care tematizează epoca lui Ștefan cel Mare.